# 織田信行
織田 信行（おだ のぶゆき）は、戦国時代の尾張の武将。同時代史料に見える諱は信行ではなく、信勝（のぶかつ）、達成（みちなり）、信成（のぶなり）である。父は織田弾正忠家の織田信秀、母は土田御前で織田信長の同母弟である。
信行は、父の信秀の生前から尾張国内に判物（公的文書の一種）を発給するなど一定の統治権を有した。信秀の死後は末森城主となって兄の信長と尾張の支配権を巡って争い、初期の信長の統治にとって大きな脅威となった。一時は信長に代わって弾正忠家の当主を名乗ったが、稲生の戦いで敗北し、その後、信長に謀殺された。
信行の人物像について詳細は伝わらないが、信秀の葬儀において、信長が奇矯な行動をとった一方で、信行は礼儀に則った振舞いをしたという逸話がよく知られている。また、白山を信仰していたとされ、鷹狩の名手であったという。

## 名前

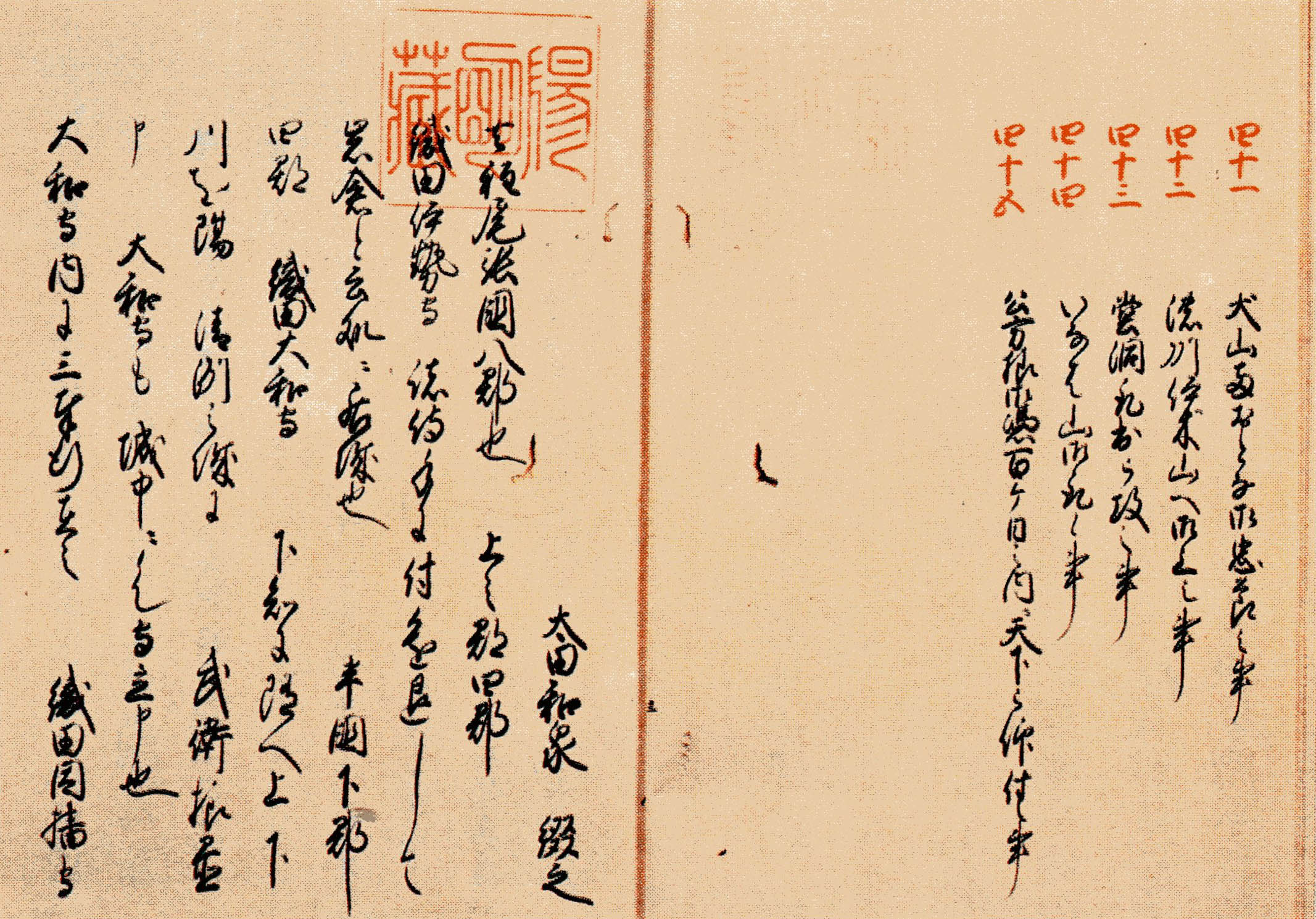
陽明文庫本『信長公記』。

この人物は、基本史料の一つである『信長公記』においては、一貫して「勘十郎」という通称で記されている。勘十郎なる人物の実名は、江戸時代の『織田系図』などの系図類では「信行」と記載され、一般的にも「信行」として知られる。しかし、信頼性の高い同時代史料では、「信行」という名を確認することはできない。
昭和44年（1969年）、新井喜久夫は、花押や通称、文書内容を検討して、「勘十郎信勝」として一次史料に残る人物が、天文23年（1554年）に「勘十郎達成」として文書に見える人物と同一人物であると明らかにした。さらに、達成について、弘治3年（1557年）に「武蔵守信成」として文書を発給している人物とも同一人物であると比定した。そしてこの人物が後に「信行」と改名したと主張している。「勘十郎」＝「信勝」＝「達成」＝「信成」であることは、その後の研究者も踏襲している。
つまり、「勘十郎」について一次史料で確認できる実名は、「信勝」「達成」「信成」の3通りのみである。なお、勘十郎が実名を「信勝」から「達成」に、その後に「信成」と変更した背景には、尾張守護代・織田大和守家の存在や稲生の戦いにおける敗北といった理由があったとされる（後述）。
このような事情から、近年の論文や書籍では、「信行」ではなく、「信勝」として表記されることが多い。例えば、谷口克広の『織田信長家臣人名事典 第2版』は項目名に「織田信勝」を、岡田正人の『織田信長総合事典』は「織田信勝（信行）」をそれぞれ採用している。このほか、池上裕子や村岡幹生も「信勝」という表記を使用している。
なお、すでに述べたとおり、通称として勘十郎を名乗り、官途名として武蔵守を使用しているが、これ以外に「弾正忠」を称したとも考えられている。
このように信行の名が実際に使われていたか不確かであるが、この記事では便宜上、以後も「信行」で統一する。

## 生涯

### 「織田信勝」の登場

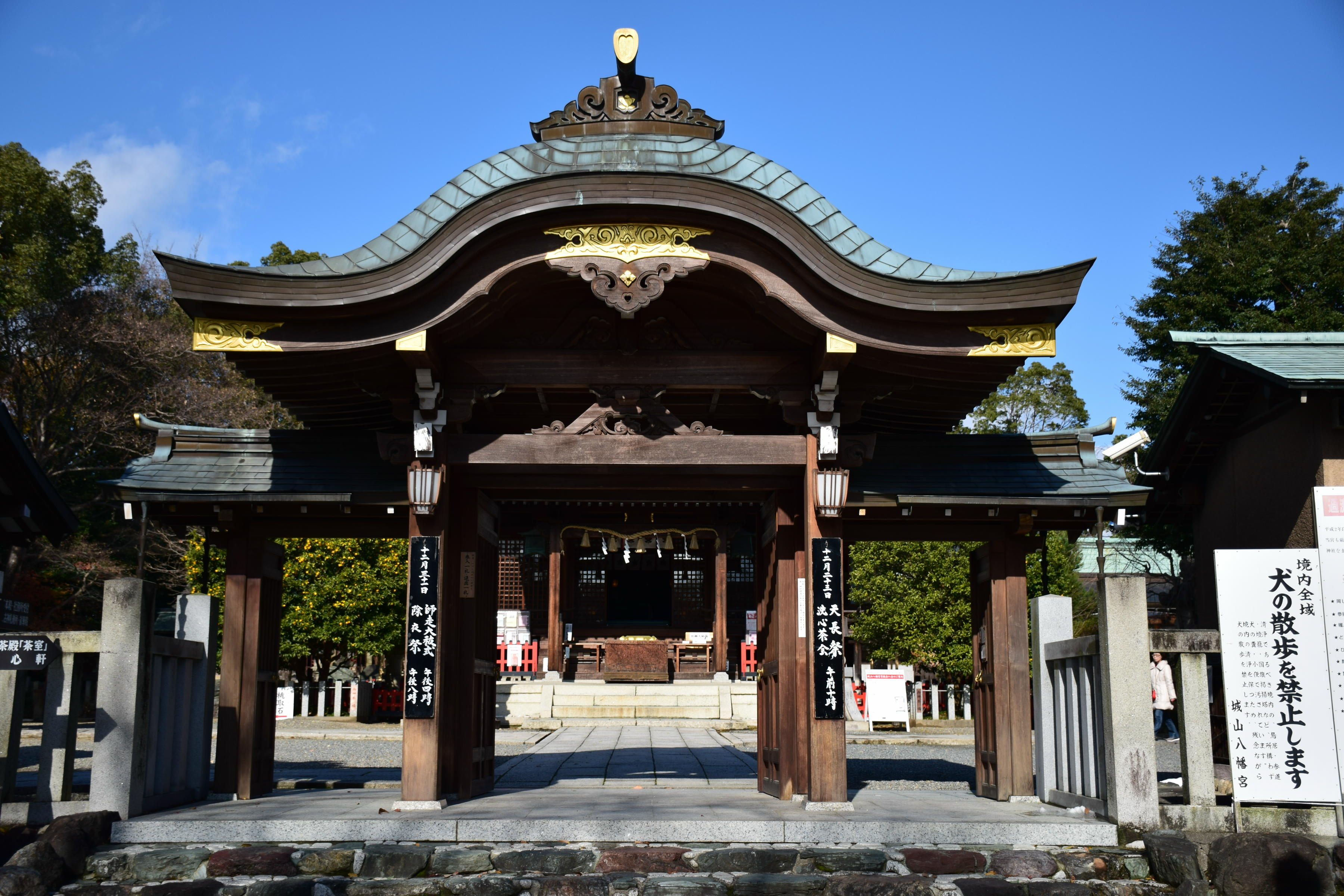
父・信秀の居城であり、後に信行の居城ともなった末森城跡。現在は城山八幡宮となっている。

織田信秀の三男または四男として生まれており、織田信長はすぐ上の兄にあたる。母も同じ信秀の正室（継室）土田御前で、信秀の嫡出子は2人だけだった。生年は不詳であるが、天文5年（1536年）であるともいう。童名は伝わっていない。
父・信秀は、織田弾正忠家の当主であり、守護代の織田大和守家の家臣でありながら、戦国の混乱のさなか、尾張国内に勢力を急激に拡大した人物であった。しかし、晩年は度々美濃・三河に侵攻するもいずれも敗退し、その支配は動揺していた。この危機にあたって、天文18年（1549年）、信秀は、那古野城主・織田信長を政務に関与させ、ここに末森城の信秀と那古野城の信長が共同で領国支配を行うという二元体制が築かれた。
天文20年（1551年）前半頃になると、信秀は病床に伏したが、替わって登場したのが信行であった。織田弾正忠家の領域支配を、信行は信長と共同で担うことになる。
同年9月20日、信行は、備後守信秀と三郎信長の「先判の旨」に拠りながらも、熱田神宮寺座主に対して自ら判物を発給し、その権益を保証した。これが信行（勘十郎信勝）の史料上の初見である。
この文書において、信行の使用した花押は、信秀の花押と類似している。信行は、病床の信秀とともに末森城に在城しており、信秀を後ろ盾として、尾張の統治権をある程度まで掌握していた。
また、同じ頃、信長が熱田加藤氏に対して権益保証を行う判物を発給しているが、その際に「取次」を担当したのも、信行であった。
鳥居和之によれば、この時期の信行判物と信長判物は、いずれも信秀の右筆により書かれている。信行と信長はいずれも信秀に従属する立場にあった。そして、信秀の存命中、信行と信長はどちらかが強い地位にあるというものではなく、その権限に大きな差異はなかったと考えられる。

### 父・信秀の死去

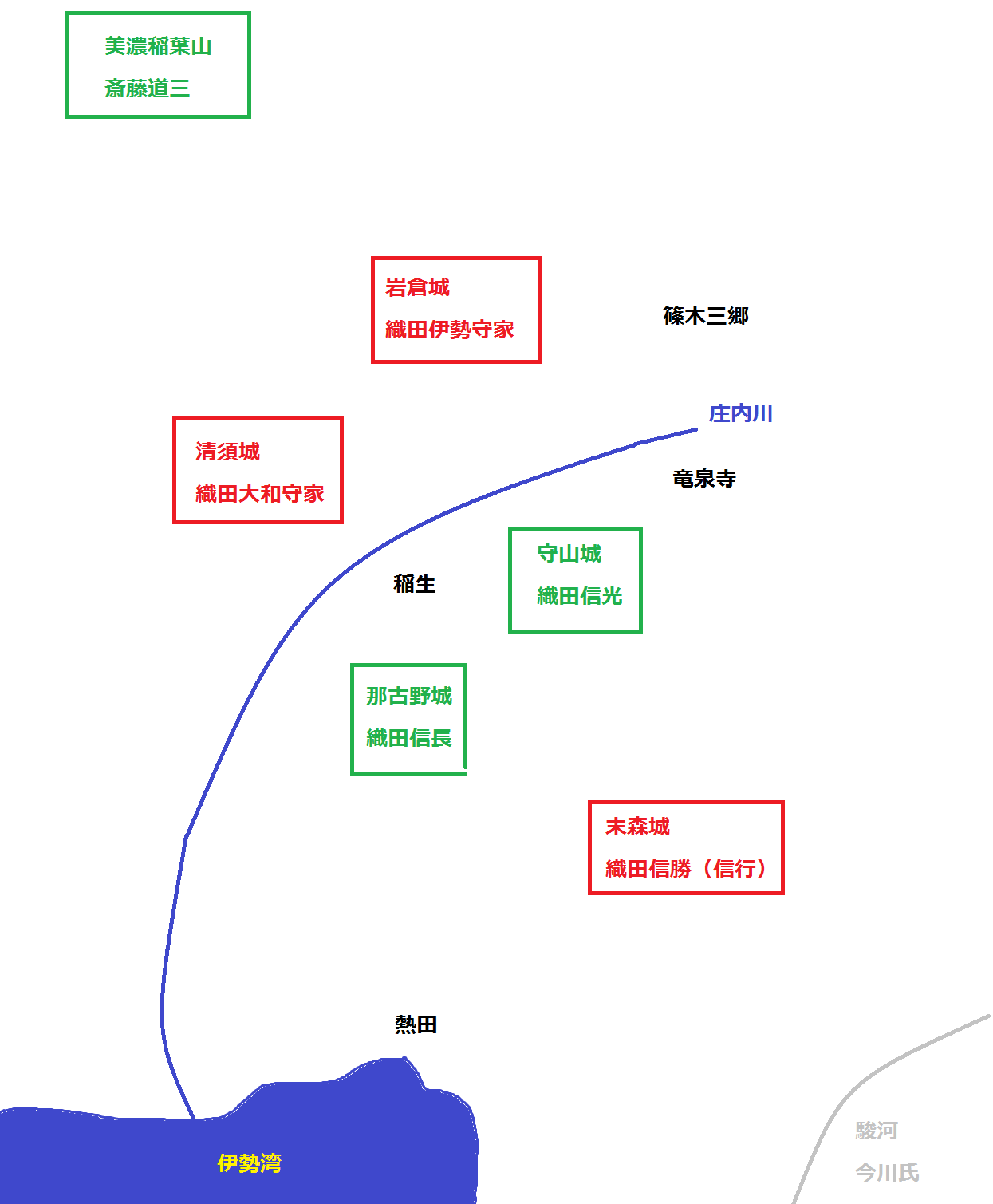
天文21年時点の尾張の勢力図。

天文21年（1552年）3月、父・信秀が死去した。
信秀の葬儀の際、兄・信長は仏前で抹香を投げつけるという不行跡を示したのに対し、勘十郎信行は「折目高なる肩衣・袴めし候て、あるべきごとくの御沙汰なり」と記されている通り、正装をして礼儀正しく振舞っており、対照的であった。この逸話はおおよそ事実であったと考えられている。
村岡幹生は『信長公記』において両者が対等に記されていることに着目し、信行と信長はいずれも喪主の立場にあったのではないかと述べる。そして、葬儀の場における信長の奇行は、弾正忠家の明確な後継者を定めることなく死去した信秀に対する不満の現れであると推測している。ただし、谷口克広はこの推測を否定している。
信秀の死後に、当主の居城であった末森城を継承したのは、信行であった。さらに、柴田勝家、佐久間大学、佐久間次右衛門ら弾正忠家の重臣が付されていて、信行は弾正忠家においてかなりの権勢を有していたようである。弾正忠家の家督は信長が単独で継承したとされるが、信秀所領の西部を信長が継承し、東部を信行が継承するという合意があったのではないかとする説もある。
この段階において、信長は弾正忠家の当主として確固たる地位を築いていたわけではなかった。信行は、叔父の守山城主・織田信光らと並び、信長にとっての大きな脅威となっていたのである。
とはいえ、柴裕之によれば、翌年の天文22年（1553年）7月の段階では、信長・信行の両者は協力して弾正忠家の運営にあたっていたと考えられる。信行方の家臣である柴田勝家が、信長と敵対する織田大和守家と戦っていたからである。

### 弾正忠家の当主を名乗る
しかし、天文22年（1553年）10月、信行は信長の関与なしで独自に判物を発給した。信行が港町・熱田の豪商である加藤家のうち東加藤家にたびたび判物を発給した一方で、信長も同じく西加藤家に判物を発給していることから、商業地である熱田の権益を巡って両者が争っていたことがうかがえる。
天文23年（1554年）4月頃、守護代・織田大和守家は、信長と叔父の織田信光の共同作戦によって滅ぼされた。信光も同年11月に暗殺されて、弾正忠家内部の争いから脱落した。
この頃、信行（信勝）は達成と改名した。改名の時期は、残された文書から、天文22年（1553年）10月から天文23年（1554年）11月22日のあいだのいずれかの時点だと推定される。この名のうち「達」の字は守護代の織田大和守家の当主の名との関連性が指摘され、信行もそのことを意識して改名したと思われる。これについて、信行が、滅亡した守護代家の役割の代行を表明したという見方もある。
同じ頃、信行は官途名として「弾正忠」を名乗った。これにより信行は自分こそが弾正忠家の当主であるという立場をとったと考えられる。対して、信長は尾張守護の子である斯波義銀を擁立した。こうして信行と信長は対決の道を進んだ。

### 守山城をめぐる争い
弘治元年（1555年）6月、弟・秀孝が叔父・信次の家臣・洲賀才蔵に誤殺された。それを聞いた信行は、信次の居城・守山城の城下を焼き払わせた。これに対して信長は「無防備に単騎で行動していた秀孝にも非がある」と言って、信次を処罰しようともしなかった。この対応の違いにも、信行と信長の対立が見て取れる。
信次は逐電したため、守山城主の地位には、信行の兄弟である織田安房守（信時ないし秀俊）がついた。安房守は信長方の人物だったと考えられる。ところが、時をおかずに、翌年の弘治2年6月頃、安房守は横死してしまった。安房守を死に追いやったのは守山城年寄衆・角田新五であった。しかし角田は全く処罰を受けておらず、後の稲生の戦いでは信行の側について参戦していることから、安房守謀殺に信行が関与していた可能性が指摘される。
前々年の叔父・信光の殺害に続き、安房守も死去したことで、織田弾正忠家内の覇権争いに生き残ったのは、信行と信長の2人となった。

### 稲生の戦い
弘治2年（1556年）4月、信長の岳父であり支援者でもあった美濃国の戦国大名・斎藤道三が自身の嫡男・義龍との戦に敗れて死去した。
義龍は、もう一つの守護代家・岩倉織田家などの信長の敵対勢力の支援に動き、信長は苦境に立たされた。同じ頃、未遂に終わったものの、信行派の林美作守らが信長を殺害しようとした事件もあった。
同年8月、信行は林秀貞・林美作守・柴田勝家らとともに、信長と敵対する旗幟を鮮明にした。信行らは、信長の直轄領である篠木三郷を押領しようとした。この動きに対し、信長は名塚砦を築いて自派の佐久間大学を入れ、牽制を図った。 信行方の柴田勝家らは名塚砦への攻撃に打って出て、信長がこれを迎え撃った。8月24日、両者は稲生で激突する。結果、柴田勝家は敗走し、林美作守は討ち取られて、信行方が敗北を喫した。
敗れた信行は末森城に籠城する。信長は末森城に攻め寄せたが、このときは母・土田御前の取りなしにより、林秀貞、柴田勝家共々、信行は赦免された。

### 最期

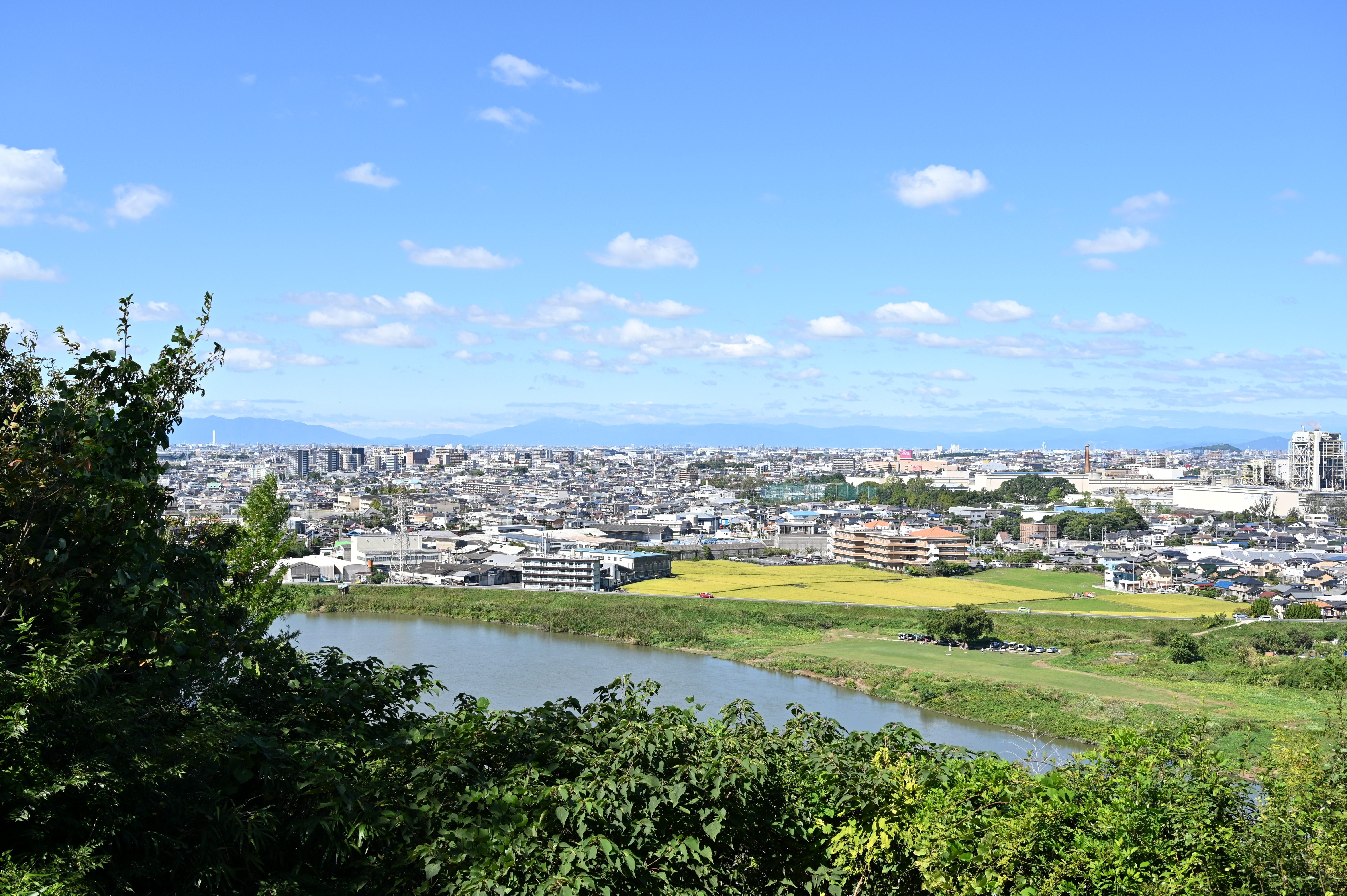
龍泉寺から、篠木三郷のあった春日井市を望む。

稲生の戦いにおける敗北を境に、信行が「弾正忠」を名乗ることはなくなった。信行は勢威を大きく後退させ、「武蔵守信成」と改名している。しかし、信行はその後も信長に対する敵意を持ち続けた。翌年の弘治3年（1557年）4月、美濃国の斎藤高政（義龍）は、信行に書状を送っているが、この書状は信行に対して再度の決起を促す意図の文書だった可能性があるという。また、独自の判物発給も継続して行っていた。
永禄元年（1558年）3月、信行は龍泉寺城の築城を始めた。これは駿河の戦国大名・今川氏に対する防御のためだったとも、信長に対して備えるためだったとも考えられる。いずれにせよ、信長にとって、信行が敵対勢力と提携する危険は無視できないものだった。
同年中、『信長公記』によれば、信行は、岩倉城の織田信安に通じるなどして謀反を企てた。だが、この頃になると信行自身の素行にも問題面が見え始め、『信長公記』によれば、信行は若衆の一人で衆道関係にもなっていた津々木蔵人を重用し、勝家を始めとする旧臣達を蔑ろにしていた。この依怙贔屓により、家中では蔵人の一派が横柄な振る舞いを見せ始め、更に信行は諫めないばかりか、疎ましい存在になり始めていた勝家の暗殺までも蔵人と話し合う様になっていた。信行は再び篠木三郷を押領しようとしたが、自身の目論見に気付いた勝家がこれを信長に密告した。
信長が仮病を装うと、信行は11月2日に清洲城へ見舞いに行き、そのまま誘殺されてしまった。
信行という脅威を除いた信長の勢力は飛躍的に拡大し、信行殺害からわずか数か月後、信長は守護代家の岩倉織田家打倒に成功した。すでに守護家の斯波義銀も追放されていたため、尾張の守護・守護代体制は完全に解体され、信長が同国の大半を支配することとなった。
信行の子の坊丸（後の津田信澄）は助命され、長じてからは信長の有力武将として活躍したが、本能寺の変に際して明智光秀の娘婿であったことも相まって謀反を疑われ、信長の三男・信孝に討たれた。ただし信澄の子の織田昌澄は生き延び、最終的に江戸幕府の旗本となった。

## 人物
信行がどのような人物であったかを伝える史料は乏しい。信行は美濃国の白山社に仏像光背を寄進しており、その銘の写しが残っている。このことから、父・信秀が深く帰依していた白山信仰を、信行もまた受け継いでいたとされる。
新井喜久夫は、信行の人物像を示す逸話として、政秀寺の僧侶・沢彦宗恩が天文24年に残した言葉を紹介している。沢彦宗恩の言によれば、信行は百舌鳥を飼いならしており、百舌鳥を用いた珍しい鷹狩を好んだ。獲物を逃してしまうことは決してなく、非常に高い腕前を誇っていたという。

## 関連作品
小説
- ツマビラカズジ『信長の弟 織田信行として生きて候』（マイクロマガジン社、2017年-2018年）
- 杉山大二郎『嵐を呼ぶ男！』（徳間書店、2019年）

映画
- 『織田信長』（1940年、演：市川正二郎）

テレビドラマ
- 『国盗り物語』（1973年、NHK大河ドラマ、演：日吉としやす）
- 『武田信玄』（1988年、NHK大河ドラマ、演：伊原剛志）
- 『織田信長』（1989年、TBS大型時代劇スペシャル、演：坂上忍）
- 『信長 KING OF ZIPANGU』（1992年、NHK大河ドラマ、演：保坂尚輝）
- 『織田信長』（1994年、12時間超ワイドドラマ、演：石原良純）
- 『秀吉』（1996年、NHK大河ドラマ、演：大石吾朗）
- 『織田信長 天下を取ったバカ』（1998年、TBS、演：筒井道隆）
- 『利家とまつ〜加賀百万石物語〜』（2002年、NHK大河ドラマ、演：大森貴人）
- 『功名が辻』（2006年、NHK大河ドラマ、演：橋本啓輝）
- 『信長協奏曲』（2014年、フジテレビ、演：柳楽優弥）
- 『麒麟がくる』（2020年、NHK大河ドラマ、演：木村了）

役名は織田信勝。
ゲーム
- 『戦国大戦』、『英傑大戦』（2010～2017,2022年、声：三澤紗千香）

「織田信勝」名義。
- 『Fate/Grand Order』（2020年、声：山下大輝）

「織田信勝」名義。